# Halina Lipińska
Halina Lipińska – polska inżynier, dr hab. nauk rolniczych, profesor uczelni i kierownik Katedry Łąkarstwa i Kształtowania Krajobrazu, oraz prodziekan Wydziału Agrobioinżynierii Uniwersytetu Przyrodniczego w Lublinie.

## Życiorys
26 maja 1999 obroniła pracę doktorską Allelopatyczny wpływ Poa pratensis L. na niektóre gatunki traw, 23 listopada 2011 habilitowała się na podstawie pracy zatytułowanej Ocena utrzymywania się Poa pratensis L., Phleum pratense L. i Lolium perenne L. w runi na glebie torfowo-murszowej w zależności od poziomu wody gruntowej.  Została zatrudniona na stanowisku profesora uczelni i kierownika w Katedrze Łąkarstwa i Kształtowania Krajobrazu na Wydziale Agrobioinżynierii Uniwersytetu Przyrodniczego w Lublinie.
Jest prodziekanem Wydziału Agrobioinżynierii Uniwersytetu Przyrodniczego w Lublinie.